# Korytowo (gromada w powiecie świeckim)
Korytowo – dawna gromada, czyli najmniejsza jednostka podziału terytorialnego Polskiej Rzeczypospolitej Ludowej w latach 1954–1972.
Gromady, z gromadzkimi radami narodowymi (GRN) jako organami władzy najniższego stopnia na wsi, funkcjonowały od reformy reorganizującej administrację wiejską przeprowadzonej jesienią 1954 do momentu ich zniesienia z dniem 1 stycznia 1973, tym samym wypierając organizację gminną w latach 1954–1972.
Gromadę Korytowo z siedzibą GRN w Korytowie utworzono – jako jedną z 8759 gromad na obszarze Polski – w powiecie świeckim w woj. bydgoskim, na mocy uchwały nr 24/12 WRN w Bydgoszczy z dnia 5 października 1954. W skład jednostki weszły obszary dotychczasowych gromad Korytowo, Polskie Łąki i Tuszynki ze zniesionej gminy Bukowiec oraz obszar dotychczasowej gromady Łaszewo ze zniesionej gminy Pruszcz w tymże powiecie. Dla gromady ustalono 23 członków gromadzkiej rady narodowej.
31 grudnia 1959 z gromady Korytowo wyłączono wieś Łaszewo, włączając ją do gromady Pruszcz w tymże powiecie, po czym gromadę Korytowo zniesiono, włączając jej (pozostały) obszar do gromady Bukowiec w tymże powiecie.